# Ken Klee
Kenneth „Ken“ Klee (* 24. April 1971 in Indianapolis, Indiana) ist ein ehemaliger US-amerikanischer Eishockeyspieler und derzeitiger -trainer. In seiner von 1992 bis 2009 andauernden Profikarriere absolvierte der Abwehrspieler über 900 Spiele in der National Hockey League, den Großteil davon für die Washington Capitals, die ihn im NHL Entry Draft 1990 ausgewählt hatten. Als Trainer führte er die Frauen-Eishockeynationalmannschaft der Vereinigten Staaten zu Goldmedaillen bei den Weltmeisterschaften 2015 und 2016.

## Karriere

### Spielerkarriere
Klee wurde während des NHL Entry Draft 1990 als insgesamt 177. Spieler von den Washington Capitals ausgewählt, bei denen er den Großteil seiner NHL-Karriere verbrachte. Es dauerte jedoch bis zur Saison 1994/95, bis er auch für die Capitals auf dem Eis stand. Bis dahin spielte er für die Bowling Green State University in der Central Collegiate Hockey Association, zu denen er 1989 als 18-Jähriger kam, sowie für die Baltimore Skipjacks sowie die Portland Pirates in der American Hockey League (AHL). Dabei gewann er mit den Pirates 1994 die AHL-Playoffs um den Calder Cup. In der Folge stand Klee insgesamt neun Jahre für die Capitals in der NHL auf dem Eis, absolvierte in diesem Zeitraum 570 Spiele in der Hauptstadt und konnte sechs Mal mit seiner Mannschaft die Playoffs erreichen. Nach der Saison 2002/03 wurde sein Vertrag bei den Capitals nicht verlängert, sodass der Verteidiger sich am 27. September 2003 als Free Agent den Toronto Maple Leafs anschloss.
Obwohl er 16 Spiele in seiner ersten Saison bei den Maple Leafs verpasste, konnte Klee mit vier Toren und 25 Assists persönliche Bestleistungen in der Offensive verzeichnen. Am 8. März 2006 und damit nur einen Tag vor dem Ende der Trade Deadline wurde der Verteidiger im Tausch gegen Alexander Suglobow an die New Jersey Devils abgegeben. Dort beendete er die Spielzeit und unterschrieb im Juli desselben Jahres bei der Colorado Avalanche als vertragsloser Spieler. Ein Jahr später ging er ebenfalls als Free Agent zu den Atlanta Thrashers, nachdem er zuvor für Colorado in 81 der möglichen 82 Hauptrundenspiele auflief, was einen persönlichen Rekord für Klee bedeutete.
Am 26. September 2008 wechselte Klee zusammen mit seinen Teamkollegen Brad Larsen und Chad Painchaud im Tausch für Mathieu Schneider zu den Anaheim Ducks. Bereits nach drei Spielen setzten diese ihn auf die Waiver-Liste, von wo ihn die Phoenix Coyotes verpflichteten. Bei den Coyotes absolvierte Klee noch 68 Partien in der NHL und sammelte elf Scorerpunkte. Nach der Spielzeit 2008/09 beendete der US-Amerikaner seine aktive Karriere, wobei er in der NHL insgesamt 934 Spiele in der regulären Saison absolviert hatte und dabei auf 195 Punkte gekommen war.

#### International
Erstmals vertrat Klee sein Heimatland bei der Junioren-Weltmeisterschaft 1991, wobei er mit dem Team USA den vierten Platz belegte. Mit der A-Nationalmannschaft der Vereinigten Staaten bestritt der Verteidiger außerdem die Weltmeisterschaften 1992 und 1997 sowie den World Cup of Hockey 2004 und verpasste dabei jeweils die Medaillenränge.

### Trainerkarriere
Nach dem Ende seiner aktiven Karriere betreute Klee mehrere Jugendmannschaften in der Region seiner Wahlheimat Denver, bevor er im Jahre 2014 die Position des Cheftrainers bei der Frauen-Eishockeynationalmannschaft der Vereinigten Staaten übernahm. Diese führte er in den folgenden zwei Jahren zu zwei Goldmedaillen bei den Weltmeisterschaften 2015 und 2016 sowie zu einer Goldmedaille beim 4 Nations Cup im Jahre 2015. Im März 2017 wurde bekannt, dass Klee die Mannschaft, deren Trainer von Turnier zu Turnier neu bestimmt wird, bei der anstehenden WM 2017 nicht betreuen würde.

## Erfolge und Auszeichnungen
Als Spieler
- 1994 Calder-Cup-Gewinn mit den Portland Pirates

Als Trainer
- 2014 Silbermedaille beim 4 Nations Cup
- 2015 Goldmedaille bei der Frauen-Weltmeisterschaft
- 2015 Goldmedaille beim 4 Nations Cup
- 2016 Goldmedaille bei der Frauen-Weltmeisterschaft

## Karrierestatistik

### International
Vertrat die USA bei:
- U20-Weltmeisterschaft 1991
- Weltmeisterschaft 1992
- Weltmeisterschaft 1997
- World Cup of Hockey 2004

(Legende zur Spielerstatistik: Sp oder GP = absolvierte Spiele; T oder G = erzielte Tore; V oder A = erzielte Assists; Pkt oder Pts = erzielte Scorerpunkte; SM oder PIM = erhaltene Strafminuten; +/− = Plus/Minus-Bilanz; PP = erzielte Überzahltore; SH = erzielte Unterzahltore; GW = erzielte Siegtore; 1 Play-downs/Relegation; Kursiv: Statistik nicht vollständig)